# Édouard Delberghe
Edouard Delberghe (Viesly, 4 ottobre 1935 – Champfleury, 2 settembre 1994) è stato un ciclista su strada francese.
Professionista tra il 1958 ed il 1969.

## Carriera
Corse per la Helyett, la Libéria, la Pelforth e la Sonolor. Le principali vittorie da professionista furono una tappa al Grand Prix du Midi Libre nel 1962 e tre tappe al Tour de Romandie tra il 1961 ed il 1962. Partecipò a 8 edizioni del Tour de France, concludendo sempre la prova.

## Palmarès
- 1957

1ª tappa Circuit des Ardennes
Classifica generale Circuit des Ardennes
- 1958

3ª tappa, 1ª semitappa Tour de l'Aude (Mirepoix > Castelnaudary)
- 1961

1ª tappa, 2ª semitappa Tour de Romandie
2ª tappa, 1ª semitappa Tour de Romandie (Montana > Bulle)
1ª tappa Grand Prix de Fourmies
- 1962

1ª tappa, 1ª semitappa Tour de Romandie (Ginevra > Martigny)
2ª tappa, 1ª semitappa Grand Prix du Midi Libre (Mende > Le Vigan)
- 1963

Grand Prix de Rousies
- 1967

Circuit d'Auvergne

### Altri successi
- 1957

Classifica a punti Circuit des Ardennes
Classifica scalatori Circuit des Ardennes

## Piazzamenti

### Grandi giri
- Giro d'Italia

1959: 34º
1960: 9º
1961: 58º
- Tour de France

1958: 13º
1959: 54º
1960: 18º
1962: 37º
1964: 51º
1966: 58º
1967: 83º
1969: 70º
- Vuelta a España

1967: 49º
1968: 47º

### Classiche
- Milano-Sanremo

1966: 73º
- Giro delle Fiandre

1960: 31º
1964: 26º
1965: 14º
1966: 45º
1968: 49º
- Parigi-Roubaix

1961: 14º
1962: 28º
1964: 23º
1966: 21º
1967: 38º
- Liegi-Bastogne-Liegi

1963: 28º